# Námestovo (distrito)
O Distrito de Námestovo (eslovaco: Okres Námestovo) é uma unidade administrativa da Eslováquia Setentrional, situado na Žilina (região), com 56.043 habitantes (em 2001) e uma superfície de 691 km². Sua capital é a cidade de Námestovo.

## Demografia
| Ano:        | 1994   | 2004   | 2014   | 2024   |
| ----------- | ------ | ------ | ------ | ------ |
| Broj ljudi: | 52 553 | 57 428 | 60 954 | 64 651 |
| Razlika:    |        | +9,27% | +6,13% | +6,06% |

| Ano:               | 2023   | 2024   |
| ------------------ | ------ | ------ |
| Número de pessoas: | 64 385 | 64 651 |
| Diferença:         |        | +0,41% |

## Cidades
- Námestovo (capital)

## Municípios
- Babín
- Beňadovo
- Bobrov
- Breza
- Hruštín
- Klin
- Krušetnica
- Lokca
- Lomná
- Mútne
- Novoť
- Oravská Jasenica
- Oravská Lesná
- Oravská Polhora
- Oravské Veselé
- Rabča
- Rabčice
- Sihelné
- Ťapešovo
- Vasiľov
- Vavrečka
- Zákamenné
- Zubrohlava